# Schlacht um al-Dschunaina
Die Schlacht um al-Dschunaina war ein Kampf zwischen den paramilitärischen Rapid Support Forces (RSF) und den sudanesischen Streitkräften um die Kontrolle über al-Dschunaina, die Hauptstadt von Gharb Darfur im Sudan.

## Hintergrund
Am frühen Morgen des 15. April 2023 führten Aufständische der Gruppe eine Reihe von Angriffen auf wichtige Gebäude in Khartum durch, insbesondere auf den internationalen Flughafen Khartum. Berichten zufolge griff die RSF während des Angriffs auf den Flughafen ein saudisches Flugzeug an, das gerade gelandet war. Es wurden jedoch keine Verletzungen unter den Passagieren und der Besatzung gemeldet. Die RSF eroberte den Präsidentenpalast, die Residenz des ehemaligen sudanesischen Präsidenten Umar al-Baschir, und attackierte einen Militärstützpunkt. Nutzer von Facebook Live und Twitter dokumentierten, wie die sudanesische Luftwaffe über der Stadt flog und RSF-Ziele traf.

## Die Schlacht
Die Schlacht begann am 15. April 2023, als die RSF die Stadt angeblich erobert hatten. Stunden zuvor hatte es erste Angriffe gegeben, aber dann wurde die Schlacht unterbrochen, als Berichte zeigten, dass 200.000 bis 300.000 Zivilisten aus der Stadt flohen. Anfangs war gemeldet worden, dass die Stadt eine der ersten war, die von den RSF-Streitkräften eingenommen wurde. Dies lag daran, dass sie der Schlüssel zur Eroberung anderer Städte und Gemeinden in der Umgebung, einschließlich Nyala, war. Doch dann eskalierten die Kämpfe weiter. Die RSF konnte jedoch andere Städte in der Umgebung, wie Kabkabiya, Nyala und Zalingei, erobern und SAF-Streitkräfte besiegen. Es gab mehrere Waffenstillstände für die Stadt, die jedoch nicht eingehalten wurden.
Am 24. und 25. April flammten die Kämpfe plötzlich wieder auf.
Berichten zufolge haben die Rapid Support Forces am 2. Mai 2023 zum zweiten Mal die Kontrolle über die Stadt erlangt und konnten auch einen Teil des zuvor verlorenen Landes zurückerobern. Es wurde bestätigt, dass bei den Straßenschlachten und Angriffen in der Stadt 200 Menschen ums Leben gekommen sind.
Die Rapid Support Forces verübten systematisch Massaker an der Masalit-Bevölkerung. Zwischen April und Juni 2023 wurden tausende Masalit  hingerichtet, Viertel niedergebrannt und Massengräber angelegt. Augenzeugen berichteten, dass „Kinder … aufgestapelt und erschossen“ wurden.